# Hai Tanahku Papua
Hai Tanahku Papua (englisch ‚Oh My Land Papua‘) ist der Name der in Indonesien verbotenen Nationalhymne von Westpapua.

## Geschichte
Die Hymne wurde in den 1930er Jahren von dem niederländischen Missionar Reverend Izaak Samuel Kijne komponiert. Nachdem am 19. Oktober 1961 eine Nationalversammlung unter niederländischer Wahlbeobachtung gewählt wurde, erarbeitete ein Parlamentsausschuss einen Fahrplan für die Unabhängigkeit der Republik Westpapua. In diesem wurden die zukünftige Nationalflagge (die Morgensternflagge), das Staatssiegel sowie die Nationalhymne festgelegt. Am 31. Oktober 1961 wurden die Staatssymbole erstmals öffentlich präsentiert und am 18. November 1961 von der niederländischen Regierung anerkannt. Vom Dezember 1961 bis zur Besetzung Westneuguineas durch Indonesien am 1. Mai 1963, waren diese offiziell im Gebrauch.

## Gegenwart
Das öffentliche Aufführen der Hymne kann Gefängnisstrafen zur Folge haben. Verwendet wird sie als Parteihymne der Unabhängigkeitsbewegung Organisasi Papua Merdeka.

## Text

### Ursprünglicher Text
Hai tanah ku Papoea,

Kau tanah lahirku,

Ku kasih akan dikau 

sehingga adjalku.
Kukasih pasir putih

Dipantaimu senang

Dimana Lautan biru

Berkilat dalam trang.
Kukasih gunung-gunung

Besar mulialah

Dan awan jang melajang

Keliling puntjaknja.
Kukasih dikau tanah

Jang dengan buahmu

Membajar keradjinan

Dan pekerdjaanku.
Kukasih bunji ombak

Jang pukul pantaimu

Njanjian jang selalu

Senangkan hatiku.
Kukasih hutan-hutan

Selimut tanahku

Kusuka mengembara

Dibawah naungmu.
Sjukur bagimu, Tuhan,

Kau brikan tanahku

Bri aku radjin djuga

Sampaikan maksudMu.

### Heutiger Text
Hai tanah ku Papua,

Kau tanah lahirku,

Ku kasih akan dikau 

sehingga ajalku.
Kukasih pasir putih

Dipantaimu senang

Dimana Lautan biru

Berkilat dalam terang.
Kukasih gunung-gunung

Besar mulialah

Dan awan yang melayang

Keliling puncaknja.
Kukasih dikau tanah

Yang dengan buahmu

Membayar kerajinan

Dan pekerjaanku.
Kukasih bunyi ombak

Yang pukul pantaimu

Nyanyian yang selalu

Senangkan hatiku.
Kukasih hutan-hutan

Selimut tanahku

Kusuka mengembara

Dibawah naungmu.
Syukur bagimu, Tuhan,

Kau berikan tanahku

Beri aku rajin juga

Sampaikan maksudmu.

### Niederländische Fassung
1

O mijn land Papoea

Mijn geboorteland

Jou zal ik liefhebben

Tot mijn levenseinde
2

Ik hou van het witte zand

Van je fijne stranden

Waar de blauwe oceaan

Blinkt in het licht
3

Ik hou van het geluid van de branding

Die op je stranden slaat

Een lied dat steeds

Mijn hart verheugt
4

Ik hou van de bergen

Groot en verheven

En de wolken die zweven

Om hun toppen
5

Ik hou van de bossen

Het dekkleed van mijn land

Ik mag zo graag zwerven

Onder je schaduw
6

Ik hou van je grond

Die met je vruchten

Mijn ijver betaalt

En mijn werk
7

Dank zij u Heer

Gij hebt mij het land gegeven

Laat mij ook ijverig zijn

Om het te laten beantwoorden aan Uw doel